# Vladimir Savov
Vladimir Savov (en bulgare : Владимир Стоянов Савов), né le 19 août 1928, est un ancien joueur bulgare de basket-ball. 